# Juan Guaidó

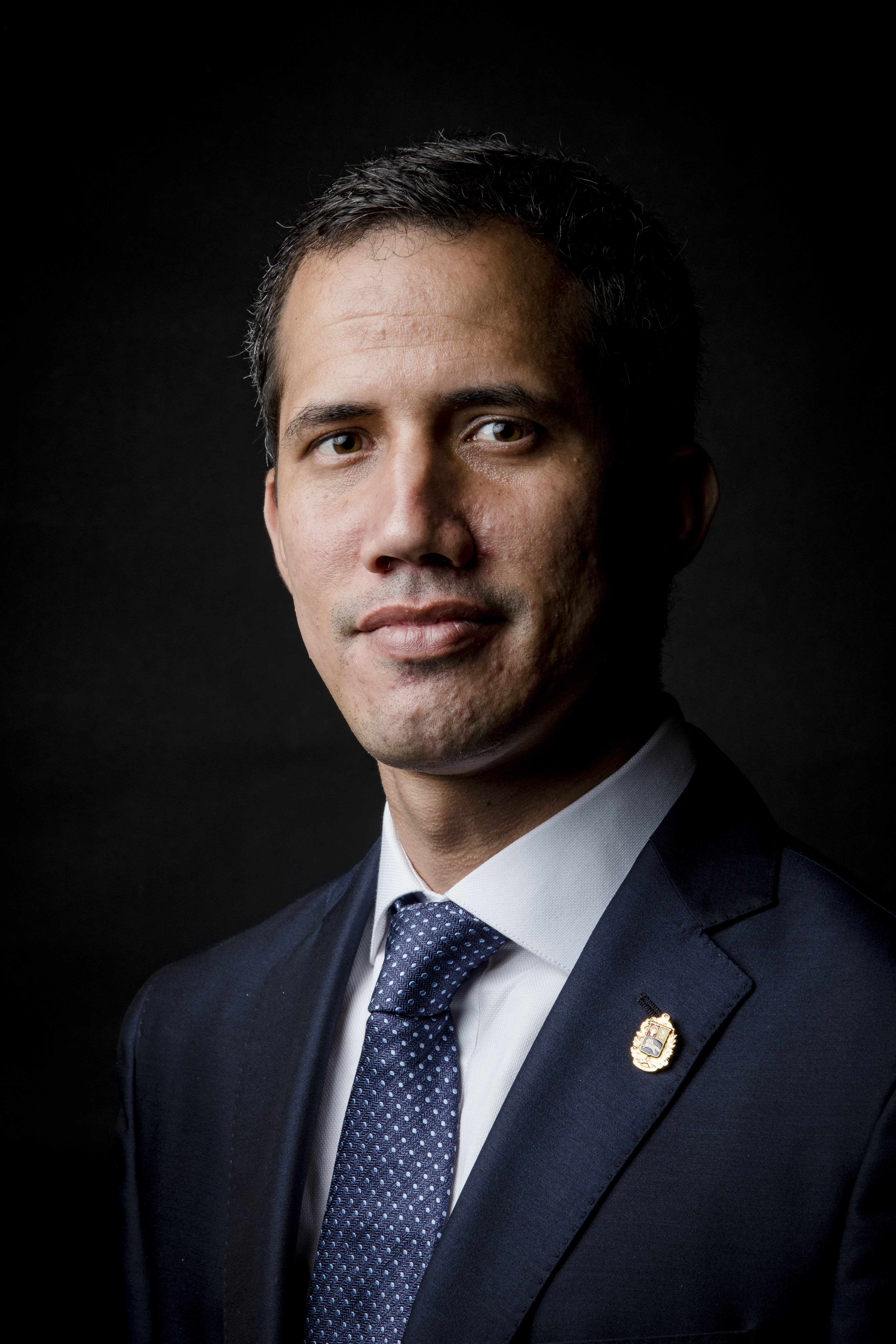
Juan Guaidó (2019)

Juan Gerardo Guaidó Márquez [hwan heˈɾaɾðo ɣwai̯ˈðo ˈmaɾkes] (* 28. Juli 1983 in La Guaira, Vargas) ist ein venezolanischer Wirtschaftsingenieur und Politiker. Er war von Januar 2016 bis Januar 2021 Abgeordneter für den Bundesstaat Vargas in der Nationalversammlung von Venezuela und gehörte bis 2020 der Partei Voluntad Popular („Volkswille“) an. Vom 5. Januar 2019 bis zum 5. Januar 2020 war Guaidó Präsident der Nationalversammlung als bis dato jüngster Amtsinhaber. Am 23. Januar 2019 erklärte er sich selbst gemäß Artikel 233 der venezolanischen Verfassung zum Interimspräsidenten Venezuelas und wurde von 54 Nationen als solcher anerkannt. Die laut Artikel 233 der Verfassung vorgesehenen Neuwahlen binnen 30 Tagen konnten jedoch nicht stattfinden und die effektive Exekutivgewalt lag de facto weiterhin beim Ministerkabinett von Venezuela unter Nicolás Maduro. In Folge der Parlamentswahl in Venezuela 2020 entzogen ihm mehrere Staaten und überstaatliche Organisationen, darunter die Europäische Union, die Anerkennung als Interimspräsident. Am 30. Dezember 2022 wurde Guaidó von der Mehrheit der Mitglieder der IV Legislatura de la Asamblea Nacional de Venezuela, der im Dezember 2015 letztmals frei gewählten Nationalversammlung, mit Wirkung zum 5. Januar 2023 als Interimspräsident abgewählt.

## Herkunft und Ausbildung
Juan Guaidó ist Sohn der Lehrerin Norka del Valle Márquez und von Wilmer Guaidó Vidartedes, eines ehemaligen Piloten bei der Fluglinie AVENSA, der heute auf Teneriffa lebt. Er hat einen Bruder und zwei Halbschwestern. Aufgewachsen in einer bürgerlichen Umgebung in der Hafenstadt La Guaira an der Karibikküste machte er im Jahr 2000 den Bachiller in Wissenschaften am Institut Los Corales seiner Heimatstadt. Nach der Schulausbildung zog er ins nahe Caracas, studierte an der Universidad Católica Andrés Bello (UCAB) Ingenieurwissenschaften und schloss 2007 mit dem Titel des Wirtschaftsingenieurs ab. Im Anschluss durchlief er als Postgraduales Studium das „Programm Governance und Politikmanagement 2007“ an der UCAB in Caracas in Kooperation mit der US-amerikanischen George Washington University, Washington, D.C.; „Schulungen vor Ort und Fernunterricht für Leiter und Unterstützungsteams der nationalen, subnationalen und zivilen Organisation“. Ebenfalls studierte er in Caracas an der privaten Business School Instituto de Estudios Superiores de Administración (IESA).

## Politische Standpunkte
Guaidó war bis 2020 Mitglied in der Partei Voluntad Popular, die sozialdemokratisch bzw. zentristisch ausgerichtet ist. Er übernahm Barack Obamas Wahlslogan Yes We Can (Si, se puede!), nachdem er sich zum Interimspräsidenten ausgerufen hatte. Im Hinblick auf die US-amerikanischen Verhältnisse sagte Guaidó: „Was man in den Vereinigten Staaten als Sozialist bezeichnet, nennt man hierzulande einen Sozialdemokraten.“ Von den Anhängern Maduros wird er als Vertreter der „extremen Rechten“ bezeichnet, da er vor allem Unterstützung durch rechtsgerichtete und konservative Staatschefs Lateinamerikas wie Iván Duque oder Sebastián Piñera sowie der US-Regierung von Donald Trump genießt.

## Politische Laufbahn
Als Student motivierten ihn die Erlebnisse der Erdrutschkatastrophe von Vargas im Dezember 1999 mit Zehntausenden Toten und dem unzureichenden Wiederaufbau in den Folgejahren. 2009 gehörte er zu einer Gruppe um den Oppositionspolitiker Leopoldo López, der die Movimento Voluntad Popular (MVP) gründete, die später als Partei Voluntad Popular (VP) zugelassen wurde. Guaidó gilt als politischer Ziehsohn von López. Laut Angaben der Website Voluntad Popular wurde Guaidó in seinem Heimatbundesstaat Vargas zunächst innerhalb der Partei Koordinator dieses Wahlkreises und war national für die Organisation verantwortlich.
Im Mai 2010 wurde Guaidó vom Wahlbündnis Mesa de la Unidad Democrática (MUD) im Bundesstaat Vargas als Parteimitglied der Voluntad Popular auf den MUD-Listenplatz 2 zur Wahl der Nationalversammlung 2010 am 26. September 2010 gesetzt. Der vom Wahlbündnis in Vargas auf Listenplatz 1 gesetzte Bernado Guerra (Acción Democrática, AD) gewann dann einen Sitz in der III. Legislaturperiode der Nationalversammlung von Venezuela und Guaidó – die VP erhielt damals 0,37 % der Stimmen – wurde dessen Stellvertreter („Suplente“).
2012 kandidierte er für den Gouverneursposten im Bundesstaat Vargas. Im Wahlkampf warb er sich eine Hochbahn zwischen der Hafenstadt La Guaira und Caracas entlang der Autobahnbrücken Caracas – La Guaira. Guaidó schied jedoch bereits bei der Vorwahl aus.
In der Parlamentswahl am 6. Dezember 2015 wurde Guaidó für die VP – unterstützt durch das Parteienbündnis MUD – und den Bundesstaat Vargas mit 26 Prozent der Stimmen gewählt und zog am 6. Januar in die Nationalversammlung von Venezuela ein.
Am 5. Januar 2019 wurde Guaidó zum Präsidenten der Nationalversammlung gewählt. Die Parteien des Oppositionsbündnisses vereinbarten, abwechselnd jemanden für jene Position zu stellen. Die Voluntad Popular nominierte Juan Guaidó, da der Parteivorsitzende López unter Hausarrest stand.
In einer parallel zur Regierung Maduro stattfindenden Abstimmung der Oppositionsgesetzgeber stimmten Guaidós Oppositionspolitiker am 22. Dezember 2022 mit überwältigender Mehrheit für die Beendigung der Übergangsregierung Guaidós.

### Proklamation zum Interimspräsidenten

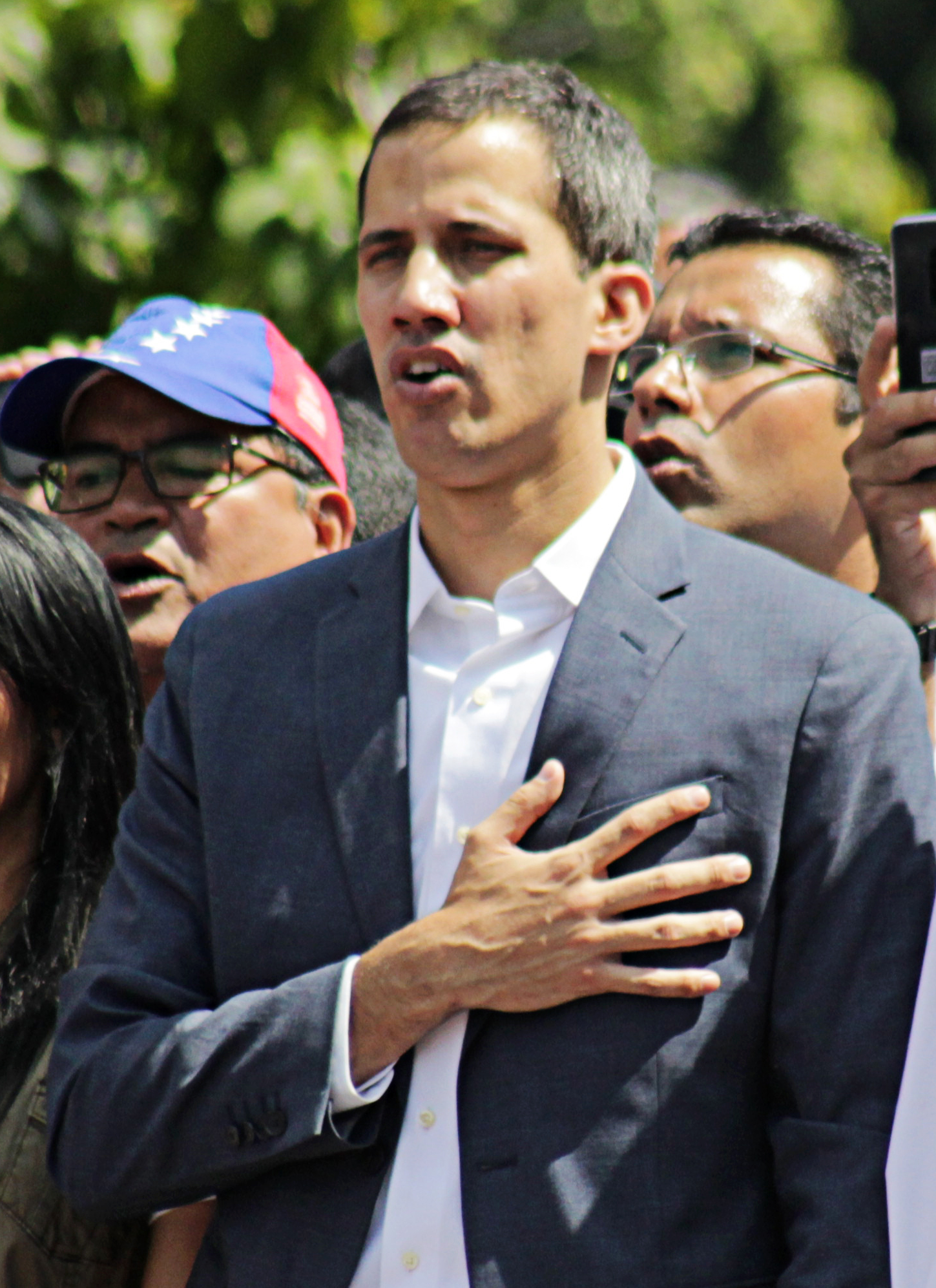
Juan Guaidó am 2. Februar 2019 in Caracas

Nachdem die Nationalversammlung am 15. Januar die Wiederwahl Nicolás Maduros für unrechtmäßig und künftige Regierungsentscheidungen für nichtig erklärte, erklärte sich Guaidó am 23. Januar 2019 während einer Kundgebung vor Anhängern in der Hauptstadt Caracas zum Interimspräsidenten. Er berief sich auf Artikel 233 der Verfassung, nach welcher der Parlamentsvorsteher übergangsweise die Exekutivgewalt übernehmen kann, wenn der Präsident dauerhaft abwesend ist. Das sei der Fall, da die Nationalversammlung Maduro die Legitimität abgesprochen habe.

„Vor dem allmächtigen Gott gelobe ich, die Kompetenzen der Exekutive als Interimspräsident von Venezuela zu übernehmen. Lasst uns alle schwören, dass wir nicht ruhen, bis wir die Freiheit erlangt haben.“

Seither wurde Guaidó in der von Zensur behinderten venezolanischen Berichterstattung totgeschwiegen. Ein Sender, der eine Rede übertrug, wurde gekappt, andere wurden durchsucht. „Keine Radiostation und kein Fernsehsender hat Guaidó, der sich zum Interimspräsidenten ausgerufen hat, je interviewt“, hielt der venezolanische Sozialwissenschaftler Roberto Briceño fest. Wikipedia war Mitte Januar 2019 über den staatlichen Telekommunikationsanbieter CANTV, der 85 % der Internetanschlüsse Venezuelas kontrolliert, vorübergehend nicht mehr aufrufbar, nachdem Juan Guaidó dort als Präsident Venezuelas bezeichnet wurde. Die Regierung stritt eine Verantwortung für die Blockade ab und behauptete, dass Dritte eine DoS-Attacke durchgeführt hätten.
Guaido stand ein Netzwerk von Wirtschaftsexperten zur Seite. Darunter der Ökonom Ricardo Hausmann, der die Interimsregierung seit März bei der Interamerikanischen Entwicklungsbank vertrat, einen Plan zum wirtschaftlichen Wiederaufbau des Landes vorzustellen.
Im Januar 2019 kam es mehrfach zu großen Demonstrationen gegen die Bundesregierung. Guaidó stellte die Loyalität der Armee zur Regierung erstmals auf die Probe, als er die Bereitstellung von Hilfsgütern an den Grenzen zu Venezuela organisieren konnte; die Regierung ließ diese Hilfsgüter nicht ins unter einer katastrophalen Versorgungslage leidende Land, wo 97 Prozent der Befragten einer Umfrage die Situation negativ einschätzten.
Ende Februar 2019 wurde in einer Meinungsumfrage des Wahlforschungsinstitutes Datanálisis Guaidós Leistung „für das Wohl des Landes“ von 61,2 Prozent der Bevölkerung als positiv beschrieben im Vergleich zum in der Umfrage mit 14 Prozent am weitaus schlechtesten abschneidenden Präsidenten Maduro. In der gleichen Umfrage wurde auch abgefragt, wen die Venezolaner zu ihrem Präsidenten wählen würden, falls am kommenden Sonntag Wahlen anberaumt wären. Hier erreichte Guaidó 37,3 Prozent der Stimmen, Maduro 11,0 Prozent und Andere 8,9 Prozent, wobei 42,8 Prozent der Befragten unentschlossen waren oder keine Angabe machten.
Am 28. März 2019 untersagte der regierungstreue Rechnungshof Venezuelas Guaidó für 15 Jahre die Ausübung politischer Ämter mit der Begründung, er habe „ihm nicht zustehende öffentliche Aufgaben wahrgenommen und gemeinsam mit ausländischen Regierungen Aktionen zum Schaden des venezolanischen Volkes durchgeführt.“ Ebenfalls wurden vom Rechnungshof gegen Guaidó Korruptionsvorwürfe erhoben, Einnahmen aus ausländischen Quellen nicht ordnungsgemäß angegeben zu haben. Guaidó wies die Vorwürfe zurück. Das Vorgehen des Rechnungshofes wurde von den USA kritisiert. Die Internationale Kontaktgruppe für Venezuela (ICG) verurteilte die auferlegte Ämtersperre. Von der Verfassunggebenden Versammlung wurde Guaidó am 2. April 2019 seine parlamentarische Immunität entzogen, sodass Ermittlungsverfahren gegen ihn eingeleitet werden können.
Guaidó kündigte zum 16. März 2019 den Beginn der Tour „Operación Libertad“, Operation Freiheit durch die Bundesstaaten Venezuelas an, um Komitees für die Freiheit zu organisieren, mit dem Ziel den Miraflores-Palast zu erobern.
Nachdem Guaidó im April zur größten Demonstration gegen die Regierung zum Ersten Mai 2019 aufgerufen hatte, rief er am frühen Morgen des 30. April 2019 auf der Straße vor dem Luftwaffenstützpunkt La Carlota bei Chacao de Caracas in einer Videoansprache per Twitter, flankiert von Uniformierten und Leopoldo López, zum Sturz von Präsident Maduro auf. In der nun eingetretenen „finalen Phase“ der „Operación Libertad“ forderte Guaidó erneut Armeeangehörige auf, sich ihm anzuschließen.
Anwesend waren 70 Uniformierte mit blauen Armbinden als Zeichen ihrer Unterstützung der Opposition. Der seit 2014 inhaftierte Voluntad-Popular-Vorsitzende Leopoldo López war aus dem Hausarrest befreit worden, auch er gab kurze Statements vor Medien und Demonstranten. Die regierungstreuen Streitkräfte im Luftwaffenstützpunkt feuerten Tränengas in Richtung der Überführung von Altamira ab, wo diese sich befanden. Die Uniformierten, die Guaidó unterstützten, feuerten mit scharfer Munition. Später gab Guaidó eine Rede auf dem Platz Francia de Altamira und rief auf, den Protest fortzusetzen. In einem Interview mit Deutsche-Welle-TV Lateinamerika behauptete Guaidó: „Wir stehen weiterhin für Gewaltlosigkeit.“ Unterdessen wuchsen die Spannungen außerhalb des Luftwaffenstützpunkts. Zivile Protestler versuchten, Absperrungen zu überwinden und in das Gelände einzudringen. Die Bereitschaftspolizei suchte die Menschenmassen zu zerstreuen. Die Gesundheitsdienste sprachen von 69 Verletzten.
In den USA riefen einige Politiker auf, sich gegen Präsident Maduro zu stellen. Der nationale Sicherheitsberater John Bolton forderte den venezolanischen Verteidigungsminister Padrino und andere auf, sich Guaidó anzuschließen. US-Vizepräsident Mike Pence und Außenminister Mike Pompeo schrieben, sie unterstützten die „Operación Libertad“. Pompeo erschien im US-Fernsehen und erklärte, Maduro hätte sich nach Kuba absetzen wollen, dann hätten „die Russen“ ihn aber aufgefordert, im Land zu bleiben. Pompeos Aussagen stellten sich in der Folge  als falsch heraus.
Verteidigungsminister Padrino erklärte, der Putschversuch sei abgewehrt worden. Informationsminister Jorge Rodríguez schrieb, die Maduro-Regierung würde eine „kleine Gruppe von Militärverrätern“ konfrontieren und neutralisieren. Diosdado Cabello, der Vizepräsident der Sozialistischen Partei Venezuelas, bestätigte im Laufe des Tages, dass eine abtrünnige Einheit des Inlandgeheimdienstes Sebin die Befreiung von López erleichtert habe, der Opposition sei es aber nicht gelungen, die Luftwaffenbasis unter ihre Kontrolle zu bringen. Generalstaatsanwalt Tarek William Saab erklärte, die Generalstaatsanwaltschaft sammle Beweise gegen jene, die in die illegale Verschwörung verwickelt seien. Während des Tages flüchtete sich López mit seiner Frau und seinen Kindern zuerst als Gast in die chilenische Botschaft und von dort in die spanische Botschaft. Maduro erklärte in einer Fernsehansprache am Abend, eine „kleine Gruppe“ habe in einem „Putsch-Scharmützel“ Gewalt über Venezuela bringen wollen, aber Sicherheitskräfte hätten diesen Versuch abgewehrt. Er habe die totale Loyalität der Armee.
Der 1. Mai, Internationaler Tag der Arbeiterbewegung, stand unter dem Eindruck eines versuchten Staatsstreichs. Es kam zu Großdemonstrationen, zu denen Guaidó als auch die amtierende Regierung der Vereinigten Sozialistischen Partei Venezuelas unter Präsident Maduro ihre Anhänger aufgerufen hatten.

### Wahl des Parlamentspräsidenten im Januar 2020
Diosdado Cabello hatte Mitte August 2019 verlauten lassen, eine „Kommission für Parlamentswahlen“ der Verfassungsgebenden Versammlung könnte bei ihren Beratungen zum Schluss kommen, dass die Nationalversammlung, das gewählte Parlament, nicht mehr existiere und damit noch 2019 neu gewählt werden müsste. Anstatt diese Finte auszunutzen, begannen Vertreter Maduros ab September 2019, wieder an den Sitzungen des gewählten Parlaments teilzunehmen, welches sie für zwei Jahre verlassen hatten. Laut der Times wurde dieser Schachzug so gesehen, dass es darum gehe, die letzte demokratische Institution im Land unter die Kontrolle der Regierung zu bringen.
Am 5. Januar 2020 wurden Abgeordnete der Opposition durch Sicherheitskräfte daran gehindert, das Parlamentsgebäude zu betreten, in dem Abgeordnete von Maduros Sozialistischer Partei und ausgeschlossene Mitglieder des Oppositionsbündnisses in einer im Sinne der Regierung „erzwungenen Abstimmung“ Luis Parra zum neuen Parlamentspräsidenten wählten.
Rund 100 Oppositionsabgeordnete trafen sich daraufhin im Einklang mit der Verfassung außerhalb des Parlaments im Gebäude der Zeitung El Nacional und wählten Juan Guaidó für ein weiteres Jahr zum Parlamentspräsidenten. Parra wurde vorgeworfen, er habe mit hohen Bestechungssummen andere Parlamentarier für Maduro zu gewinnen versucht. Vertreter lateinamerikanischer Staaten wie der ecuadorianische Präsident Lenín Moreno gratulierten Guaido zur erneuten Wahl und verurteilten wie die EU sowie die USA die Vorgänge an diesem Tag als illegitim.

### Unterstützung Guaidós durch die westliche Staatengemeinschaft
US-Präsident Donald Trump, Paraguays Präsident Marito Abdo sowie der brasilianische Staatspräsident Jair Bolsonaro und Ecuador erkannten Guaidó noch am 23. Januar als Übergangspräsidenten an. Guaidó vertrete „das einzige legitime“ Staatsorgan des Landes, weil er „ordnungsgemäß“ vom venezolanischen Volk gewählt worden sei, hieß es in einer vom Weißen Haus veröffentlichten Erklärung. Bereits am Vorabend der Proklamation Guaidós sicherte Mike Pence ihm Hilfen der USA zu. Die Organisation Amerikanischer Staaten (OAS) erkannte Maduros Präsidentschaft zwar die Legitimität ab, ein Antrag der Vereinigten Staaten von Amerika auf Anerkennung Guaidós als legitimer Präsident scheiterte jedoch. OAS-Generalsekretär Luis Almagro erklärte trotz dessen per Twitter: „Er hat unseren Rückhalt, um das Land wieder zurück zur Demokratie zu führen.“ Der deutsche Außenminister Heiko Maas erklärte für die Bundesregierung die Unterstützung Guaidós und forderte baldige Neuwahlen sowie die Wiedereinsetzung der verfassungsgemäßen Rechte im Land.
Am 26. Januar 2019 stellte sich Oberst José Luis Silva Silva, der Militärattaché an der venezolanischen Botschaft in Washington, D.C., in den Dienst Guaidós. Diverse Länder akkreditierten in den folgenden Monaten Botschafter Guaidós. Guaido hatte im Jahre 2019 38 diplomatische Vertreter meist in Ländern, in welchen Venezuela eine Botschaft hat. Diejenigen, welche nicht in der Botschaft arbeiten konnten, weil diese von Maduro-treuen Botschaftern geführt wurde, üben das Amt freiwillig und unentgeltlich aus, zum Beispiel in Frankreich.
Am 31. Januar 2019 beschloss das Europäische Parlament mit 439 zu 104 Stimmen bei 88 Enthaltungen, Guaidó als Interimspräsident anzuerkennen. Am 4. Februar 2019 erkannten ihn acht EU-Staaten (Dänemark, Deutschland, Frankreich, Österreich, Schweden, Spanien, Tschechien und das Vereinigte Königreich) als Präsidenten an. Die Schweiz erklärte, grundsätzlich nur Länder anzuerkennen, keine Regierungen. Am 22. Januar 2020 hieß die Schweiz, in den Worten ihres Außenministers Ignazio Cassis, Juan Guaidó als «legitimen Präsidenten des venezolanischen Parlaments» willkommen.
Insgesamt 54 Staaten erkannten Guaidó bis Mitte März 2019 als Interimspräsidenten an, nach dem Regierungswechsel in Griechenland im Sommer 2019 schloss sich das Land an.
Im Januar 2021 beschloss die EU, Guaidó nicht mehr als Präsidenten anzuerkennen.

#### Völkerrechtliche Einschätzung
Nach Ansicht der Völkerrechtler Christoph Vedder und Kai Ambos ist die Anerkennung Guaidós als Präsident aufgrund der wenigen vorhandenen Richtlinien insbesondere nach dem Grundsatz der Effektivität unzulässig, da sich eine Anerkennung auf eine „zumindest weitgehende“ Ausübung einer Staatsgewalt stützen sollte. Das traditionelle Völkerrecht scheue eine Aberkennung der Legitimität einer amtierenden Regierung. Eine Aufweichung solcher völkerrechtlicher Usanzen, welche der Verhinderung von Krieg dienen, aber gleichzeitig und widersprechend die Menschenrechte schützen sollte, entstehe laut Oliver Diggelmann jedoch durch die moderne Höhergewichtung der völkerrechtlich zu schützenden Menschenrechte und zeige das Dilemma des Völkerrechts; das Völkerrecht weise „gleichzeitig hochentwickelte und archaische Elemente“ auf.

#### Einschätzungen in Deutschland
Ein von der Linksfraktion des Bundestages in Auftrag gegebenes und vom Wissenschaftlichen Dienst des Deutschen Bundestages verfasstes und am 7. Februar 2019 veröffentlichtes Gutachten über den Sachstand „Zur Anerkennung ausländischer Staatsoberhäupter“ stellte fest, dass die Frage „durchaus berechtigt“ sei, ob die Anerkennung nicht als unzulässige Intervention in Innere Angelegenheiten zu bewerten sei. Ein weiteres Gutachten vom 15. Februar 2019 erklärt, dass Deutschland sich mit dem Verweis auf die venezolanische Verfassung in einer strittigen Frage des venezolanischen Verfassungsrechts positioniere. Dies erscheine „unter dem Gesichtspunkt des Grundsatzes der ‚Nichteinmischung in die inneren Angelegenheiten eines anderen Staates‘ völkerrechtlich ebenso fragwürdig wie die (vorzeitige) Anerkennung eines Oppositionspolitikers als Interimspräsidenten, der sich im Machtgefüge eines Staates noch nicht effektiv durchgesetzt hat.“ Der Völkerrechtler Hans-Joachim Heintze kommentierte die Expertise des wissenschaftlichen Dienstes wie folgt: „Staaten erkennen Staaten an“, das Völkerrecht kenne jedoch nicht die Anerkennung von Einzelpersonen in Ämtern.
Auf seiner dreitägigen Südamerikareise um den 1. Mai 2019 verlautbarte Außenminister Heiko Maas in Bogotá, Kolumbien, „unsere Unterstützung für Juan Guaidó hat sich in keiner Weise geändert“, betonte jedoch, es wäre der Job des Interimspräsidenten gewesen, Neuwahlen zu organisieren. Dafür gibt man gewöhnlich – so die Süddeutsche Zeitung – eine Frist von 30 Tagen, die verstrichen war.
Für ihre Haltung, sich an die Seite Juan Guaidós gestellt zu haben, wurde die Bundesregierung von Linken und Grünen kritisiert; wer sich auf eine Seite stelle, so Jürgen Trittin, könne nicht vermitteln.

### Ablehnung anderer Staaten
Eine Staatengruppe mit Russland, der Türkei, Bolivien und Nicaragua betrachtet den seit 2013 regierenden Maduro als legitimen Staatschef. China und Mexiko forderten alle Beteiligten zum Dialog auf. Indien ließ mit China und Russland Ende Februar 2019 ein gemeinsames Kommuniqué verlauten, nach welchem „alle Grundsätze der Charta der Vereinten Nationen, die Normen der internationalen Beziehungen und das Völkerrecht geachtet werden“ müssten. Die 16 Staaten der Entwicklungsgemeinschaft des südlichen Afrikas (SADC) unterstützen laut deren Präsident die Regierung Maduro, während sich die meisten afrikanischen Staaten nicht positionierten.

### Zugriff auf Währungs- und Goldreserven im Ausland
Aus am 27. Januar 2019 bekannt gewordenen Briefen geht hervor, dass Guaidó sich an die britische Premierministerin Theresa May wandte, damit diese der Regierung Maduros den Zugriff auf die bei der Bank of England lagernden Goldreserven Venezuelas entziehe. Dieses Gold solle ihm zur Verfügung gestellt werden. US-Außenminister Mike Pompeo gewährte Guaidó am 29. Januar 2019, auf bestimmte Konten der Regierung Venezuelas bei US-Banken zuzugreifen. 
An jenem Tag verbot der Oberste Gerichtshof Venezuelas Guaidó die Ausreise und ließ alle seine Konten und Vermögenswerte einfrieren. Anfang Juli 2020 entschied der von der Bank of England angerufene britische High Court of Justice, dass die britische Regierung ausschließlich Guaidó als Präsident anerkenne. Zuvor hatte die von der Maduro-Regierung kontrollierte Zentralbank Venezuelas juristische Schritte eingeleitet, um Zugriff auf die bei der Bank of England gelagerten Goldreserven zu erhalten. Die Maduro-Regierung wollte diese zur Abwehr der COVID-19-Pandemie in Venezuela nutzen. Guaidó unterstellte, die Regierung wolle das Gold für korrupte Zwecke nutzen. Er forderte die Bank of England auf, der Bundesregierung den Zugriff auf das Gold zu verweigern. Anfang Oktober 2020 hob der Court of Appeal die Entscheidung auf und verwies den Fall zur Neuentscheidung zurück an den High Court. Das Gericht erklärte, Guaidós Anerkennung als Präsident Venezuelas sei nicht eindeutig. Der High Court müsse bestimmen, ob die britische Regierung Guaidó „für sämtliche Zwecke“ und somit Maduro „für keinen Zweck“ als Präsident Venezuelas anerkenne oder ob sie Guaidó als „berechtigten Präsidenten und somit berechtigt zur Ausübung sämtlicher Macht des Präsidenten“ anerkenne und damit Maduro als „die Person, die faktisch ganz oder teilweise die Macht des Präsidenten von Venezuela ausübt“.

### Venezuela Aid Live
Am 14. Februar 2019 trat der britische Milliardär Richard Branson an die Öffentlichkeit und kündigte zum 22. Februar 2019 ein Venezuela Aid Live-Konzert in der kolumbianischen Grenzstadt Cúcuta im Departamento de Norte de Santander an. Er wollte in 60 Tagen 100 Millionen US-Dollar an Spendengeld einsammeln. Laut Bransons Angaben bat ihn Guaidó um diese Hilfe für die notleidende Bevölkerung in Venezuela.

### Versuch der Verhinderung von iranischen Öllieferungen
Mitte Mai 2020 starteten fünf mit insgesamt 1,53 Millionen Barrel Benzin beladene Tanker von der Islamischen Republik Iran in Richtung Venezuela. Juan Guaidó nannte die Lieferungen illegal und forderte dazu auf, das Einlaufen der Schiffe zu verhindern. Dies wurde von der Professorin Benedicte Bull, Expertin für Lateinamerikastudien an der Universität Oslo, als unmenschlich kritisiert, da die Bevölkerung im Land enorm unter dem bestehenden Treibstoffmangel leide. Zudem habe die Nationalversammlung keine Befugnis, das Einlaufen von Öltankern zu verhindern.

## Persönliches
Juan Guaidó lebte bis April 2023 in Macuto, Vargas. Seit 2013 ist er mit der Journalistin und ehemaligen VP-Mitarbeiterin für Öffentlichkeitsarbeit Fabiana Rosales verheiratet. Das Paar bekam im Mai 2017 eine gemeinsame Tochter.
Im April 2023 lief Juan Guaidó zu Fuß über die Grenze nach Kolumbien und schaffte es nach Bogotá. Er wurde daraufhin des Landes verwiesen. Guaidó beklagte sich in einem Social-Media-Video, „die Verfolgung durch die Diktatur habe sich heute leider auf Kolumbien ausgebreitet“. Beamte Kolumbiens bestritten dies, da er „irregulär“ in das Land eingereist sei. Daher flog er als Tourist nach Miami in den USA und befindet sich seither dort mit einem Touristenvisum.

## Sonstiges
Im April 2019 wurde Guaidó vom US-amerikanischen Nachrichtenmagazin Time in der Kategorie „Führer und Revolutionäre“ in ihre Time 100 aufgenommen, eine Liste der einhundert einflussreichsten Persönlichkeiten aus dem Jahre 2019.
Im Februar 2019 traf Juan Guaidó sich in Kolumbien mit Vertretern der paramilitärischen Gruppe Los Rastrojos, die verdächtigt werden, Drogenhandel zu betreiben. Die venezolanische Staatsanwaltschaft leitete nach Bekanntwerden des Treffens durch die Veröffentlichung von Fotos Ermittlungen gegen Guaidó ein. Dieser erklärte, er habe nicht gewusst, um wen es sich bei den mit ihm abgebildeten Personen handle.